# Тиг, Райан
Райан Тиг (англ. Ryan Teague; родился 24 января 2002, Рендуик) — австралийский футболист, полузащитник клуба «Мехелен» и сборной Австралии.

## Клубная карьера
Тиг начал футбольную карьеру в футбольных академиях клубов «Сидней Олимпик» и «Сидней». В сентябре 2018 года подписал с «Сиднеем» любительский контракт. 7 декабря 2019 года дебютировал в основном составе, выйдя на замену в матче чемпионата Австралии против «Брисбен Роар».
30 января 2020 года Тиг перешёл в португальский клуб «Фамаликан», который заплатил за его трансфер «шестизначную сумму».

## Карьера в сборной
С 2017 по 2019 год Тиг выступал за сборную Австралии до 17 лет. Осенью 2019 года сыграл на юношеском чемпионате мира в Бразилии, где был капитаном австралийцев. Сыграл на турнире 4 матча.